# Маслов, Николай Дмитриевич
Николай Дмитриевич Маслов (23 марта [4 апреля] 1833, Санкт-Петербург Российская империя — 18 [30] ноября 1892, там же) — писатель

, беллетрист, член от военного министерства в военно-окружном совете туркестанского округа, затем управляющий ковенской и калужской казёнными палатами.

## Биография
Родился 23 марта 1833 года в Санкт-Петербурге. Образование получил в частном учебном заведении. 14 июля 1852 года определён в Самогитский гренадерский полк прапорщиком.
21 апреля 1855 года назначен полковым адъютантом во 2-й гренадерский запасной полк.
2 июня 1856 года прикомандирован к Самогитскому гранадерскому эрц-герцога Франца Карла полку. 1 октября того же года назначен адъютантом 2 батальона. 20 апреля 1857 года прикомандирован к инспекторскому департаменту военного министерства.
15 декабря 1857 года переведён в лейб-гвардейский гренадерский Екатеринославский Его Величества полк, с назначением адъютантом к исполняющему должность военного губернатора Пермской губернии генерал-майору Огарёву К. И.. 29 сентября 1859 года назначен адъютантом при начальнике штаба Отдельного корпуса внутренней стражи.
14 июля 1861 года назначен адъютантом при исполняющем должность начальнике главного штаба Кавказской армии, с зачислением по армейской пехоте.
17 ноября 1862 года за отличие в делах против горцев произведён в капитаны. 10 июля 1863 года командирован в г.Казань для исполнения должности старшего адъютанта при генерал-губернаторе Пермской, Казанской и Вятской губернии Тимашеве А. Е..
11 сентября 1863 переведён в Астраханский гренадерский Его Императорского Высочества великого князя Александра Александровича полк. 17 ноября 1864 года назначен смотрителем Астраханского военного госпиталя. 15 января 1867 года переведён в главный штаб помощником библиотекаря.
20 ноября того же года назначен старшим помощником управляющего делами главного военного госпитального комитета. 20 апреля 1869 года произведён в подполковники. 30 августа 1876 года произведён в полковники. 31 декабря 1878 года назначен членом от военного министерства в военно-окружном совете.
Скончался 18 ноября 1892 года в Санкт-Петербурге.

## Сочинения
Главные его сочинения:
1. «Анна Алексеевна», рассказ (Астрахань, 1866);
2. «Затрата юных сил», повесть из военной жизни (СПб., 1877);
3. «Изъяны воли», роман (книжки «Нивы», 1891);
4. «Друг друга не поняли», ром. (ib., 1892);
5. «Один из многих» (ib., 1893);
6. «Неудача ген. Постромкова» («Наблюдатель», 1894).